# Valle (Cabuérniga)
Valle es la capital del municipio de Cabuérniga (Cantabria, España). 
Está situado en un llano, al pie de dos grandes alturas, a 57 kilómetros de Santander, a 260 metros de altitud y su población era de 148 habitantes en el año 2013 (INE). El pueblo está rodeado por praderas que forman el fondo del valle.
La Villa de Valle está declarada Bien de Interés Local, por resolución de fecha 18 de octubre de 2004 (Boletín Oficial de Cantabria del día 25), con la categoría de conjunto histórico. El caserío tradicional del pueblo está compuesto por edificaciones de construcción tradicional con elementos y materiales característicos de la arquitectura popular del valle de Cabuérniga. Mantiene el aspecto tradicional de los siglos XVI a XVIII. Hay dos casonas destacadas: Casona de Rubín de Celis (siglo XVII) y Casona de Augusto González Linares.
El caserío aparece rodeado por huertas, prados y mieses que forman este fondo de valle. Este contorno de pastizales y huertas tienen su propio sistema de caminos, tapias y vegetación. 
Entre sus atractivos paisajísticos se encuentra la collá (collada) de Carmona, pequeño puerto de montaña que se empieza a subir desde aquí, alcanza los 606 metros de altitud y baja hasta Carmona, dentro del mismo municipio, pero situado ya en el valle del río Nansa. Subiendo este puerto, existe un mirador llamado "Mirador de la Vueltuca" que permite una vista panorámica sobre todo el valle de Cabuérniga.
Aquí nacieron el militar Pedro Gutiérrez de Mier y Terán (siglo XVII), el religioso Manuel Rubín de Celis (siglo XVIII), el académico Gervasio González de Linares y el naturalista Augusto González Linares (1845–1904). Celebra la festividad de San Pedro el día 29 de junio.